# 양성향교
양성향교(陽城鄕校)는 대한민국 경기도 안성시 양성면 교동에 있는 향교이다. 1983년 9월 19일 경기도의 문화재자료 제28호로 지정되었다.

## 개요
향교는 공자와 여러 성현께 제사를 지내고 지방민의 교육과 교화를 위해 나라에서 세운 교육기관이다.
양성향교는 조선 중종 28년(1533)에 처음 지었고, 영조 50년(1774)에 다시 지었다. 그 뒤 여러 차례 보수하여 오늘날의 모습을 갖추게 되었다.
앞쪽에 공부하는 공간인 명륜당이 있고, 뒤쪽으로 제사를 지내는 공간인 대성전이 있는 전형의 전학후묘 배치를 따르고 있다．그 외에 출입구 구실을 하는 내삼문과 외삼문이 있다.
대성전은 앞면 3칸·옆면 3칸의 규모이며，지붕은 옆면에서 볼 때 사람 인(人)자 모양인 맞배지붕이다．지붕 처마를 받치기 위해 장식하여 만든 공포는 새 부리 모양으로 짜맞춘 익공 양식이다. 대성전 내부에는 공자를　비롯하여 중국과 우리나라 유학자들의 위패를 모시고 있다.
강당인 명륜당은 앞면 5칸·옆면 2칸 규모로，지붕은 옆면에서 볼 때 여덟 팔(八)자 모양인 팔작지붕으로 꾸몄다.
조선시대에는 나라에서 토지와 노비·책 등을 지원받아 학생을 가르쳤으나, 지금은 교육 기능은 없어지고 제사 기능만 남아 있다. 대성전과 명륜당만 갖춘 조선 후기 작은 규모의 향교 형식을 잘 보여주고 있다．

## 참고 자료
- 양성향교 - 국가유산청 국가유산포털